# Чуквумерие, Чика
Чика Ягазие Чуквумерие (англ. Chika Yagazie Chukwumerije, род. 16 марта 1980) — нигерийский тхэквондист, бронзовый призёр олимпийских игр 2008 года, участник игр 2004, 2008 и 2012 годов в составе команды Нигерии, чемпион Всеафриканских игр 2007 года.

## Личная жизнь
Отец Чики, Уче Чуквумерие, был министром информации Нигерии, а также депутатом Сената.

## Карьера

### Олимпиада-2004
В 2004 году на Олимпийских играх в весовой категории свыше 80 кг в первом же круге уступил костариканцу Кристоферу Мойтланду.

### Олимпиада-2008
В 2008 году на Олимпийских играх в Пекине в весовой категории свыше 80 кг победил вьетнамца Нгуен Ван Хунга, малийца Даба Модибо Кейта и в полуфинале уступил греку Александросу Николаидису.
В утешительных боях за бронзу он выиграл бой у узбека Акмала Эргашева и тем самым завоевал медаль.

### Олимпиада-2012
В 2012 году на Олимпийских играх в весовой категории свыше 80 кг уступил в первом круге кубинцу Робелису Деспанье.